# Video Nasty – Horror ist Kult
Video Nasty – Horror ist Kult (Originaltitel: Video Nasty) ist eine britische sechsteilige Horror-Comedy-Fernsehserie von 2025, die 1985 in Irland und England spielt.

## Handlung
Dublin 1985. Zwei Teenager, der bestimmende Billy und sein unsicherer Freund Con, sind Horror-Fans und sammeln eine Serie gesetzlich verbotener, umgangssprachlich „Video Nasty“ genannter Horrorfilme mit dem Ziel, die vollständige Sammlung teuer verkaufen zu können. Ihnen fehlt nur noch eine einzige Kassette, die bei einer Sammlerin in Mittelengland aufgetaucht ist, die sich „Fangoria Fangirl“ nennt und mit Billy in Briefkontakt steht. Die Jungen stehen unter Druck, weil sie ihre bisherige Sammlung aus der Kasse für einen bevorstehenden Schulball finanziert haben, die Con verwaltet. Weil davon nichts mehr übrig ist, finanziert Cons etwas ältere Schwester Zoe die Reise nach Mittelengland, unter der Bedingung, dass sie mitkommt und am Gewinn beteiligt wird.
Während der Anreise der drei wird in Mittelengland ein Mädchen von einem maskierten Unbekannten überfallen und später tot aufgefunden. Die Polizei findet bei ihr einen Brief von Billy an „Fangoria“, was die drei zu Verdächtigen macht, zumal ein zwielichtiger Autofahrer namens Joe die drei ein Stück mitgenommen hat und später bei der Polizei anschwärzt. Con und Zoe werden von ihren Eltern als vermisst gemeldet, während Billys Vater Abe einen kühlen Kopf behält und seinem Sohn zutraut, sich allein da durchzubeißen. Doch schließlich fahren sie zu dritt ihren Kindern nach.
Die Teenager treffen auf Topher, einen schüchternen Jungen an, der angibt, „Fangoria“ zu sein, und zum Beweis Billys Briefe vorweist. Während er den Jungen in einem Anbau das zum Tausch stehende Video zeigt, setzt er sie gefangen; gleichzeitig wird Zoe, die im Haus zurückgeblieben ist, von Joe überfallen und fast vergewaltigt, bis eine strenggläubige Frau erscheint und ihn davon abhält. Wie sich herausstellt, plant sie, einen Mord der drei Teenager untereinander zu inszenieren und ihnen auch den Mord an dem Mädchen in die Schuhe zu schieben, um dadurch den verderblichen Einfluss solcher Videos auf Heranwachsende zu demonstrieren.
Während die Eltern mit Spritmangel liegengeblieben sind und gerade an dem Haus um Sprit bitten, in dem die Kinder gefangen sind, gelingt es diesen, sich zu befreien und durch die Güllegrube aus dem ehemaligen Kuhstall zu entkommen, nachdem sie Joe, der ihnen nachgestiegen ist, überwältigt haben. Sie brechen nachts in die unbesetzte Polizeiwache des Ortes ein und wählen den Notruf. Über das weitere Vorgehen geraten sie in Streit, außerdem erkennt Zoe, dass Con in Billy verliebt ist. Als Joe erscheint, der selbst Polizist ist, können sie knapp entkommen. Auf der Flucht verlieren sie sich. Con wird beim Gebet in der Kirche von Joe gefangen; Billy von der älteren Frau beim Versuch, die Kassette zu holen; Zoe wird von Joe durch einen Wald verfolgt und läuft direkt vor das Auto ihrer Eltern. Sie zeigt der Polizei Indizien für die Morde der radikalen Familie. Danach ist zumindest eine Polizistin von der Unschuld der Jugendlichen überzeugt. Die Jungen konnten der Familie abermals entkommen, werden aber schließlich von einem aufgehetzten Mob gejagt, während sie glauben, Zoe vor dem Verbrennungstod retten zu müssen. 
In einer abschließenden Verfolgungsjagd durch eine rituelle Verbrennungsszene werden die Verfolger der Teenager von ihren Eltern überwältigt, während die ältere Frau sich selbst verbrennt, nachdem Topher, der das Morden verhindern wollte, erstochen worden ist.
In einem Epilog werden Billy und Zoe ein Paar. Con und Billy haben beschlossen, die nun vollständige Videosammlung (die fehlende Kassette wurde vor der Verbrennung gerettet) zu behalten. Ihre Eltern übernehmen das Defizit der Schulballkasse.

## Produktion
Die Serie wurde von Hugh Travers geschrieben und von Christopher Smith sowie Megan K. Fox inszeniert. Produziert wurde sie von Deadpan Pictures und Boat Rocker mit Unterstützung von Coimisiún na Meán, Screen Ireland und Northern Ireland Screen. Die Erstausstrahlung erfolgte am 8. Januar 2025 auf BBC Three, gefolgt von einer Veröffentlichung in der ARD Mediathek am 23. Mai 2025. Im Fernsehen kam die Serie einen Tag später auf One.

## Episodenliste
| Folge | Originaltitel      | Deutscher Titel                   | Erstveröffentlichung | Erstveröffentlichung Deutschland ARD-Mediathek | Erstausstrahlung Deutschland ONE |
| ----- | ------------------ | --------------------------------- | -------------------- | ---------------------------------------------- | -------------------------------- |
| 1     | Tape 72            | Tape Nr. 72                       | 8. Januar 2025       | 23. Mai 2025                                   | 24. Mai 2025                     |
| 2     | Kill Scene         | Todeszone                         | 8. Januar 2025       | 23. Mai 2025                                   | 24. Mai 2025                     |
| 3     | Fangoria Fangirl   | Was geschah mit Fangoria Fangirl? | 8. Januar 2025       | 23. Mai 2025                                   | 24. Mai 2025                     |
| 4     | Whatever It Takes  | Skrupellose Mutterliebe           | 8. Januar 2025       | 23. Mai 2025                                   | 24. Mai 2025                     |
| 5     | Pray For Our Souls | In den Armen der Killer           | 8. Januar 2025       | 23. Mai 2025                                   | 24. Mai 2025                     |
| 6     | Nightmare Maker    | Das letzte Tape                   | 8. Januar 2025       | 23. Mai 2025                                   | 24. Mai 2025                     |

## Synchronisation
| Rolle      | Darsteller           | Synchronsprecher |
| ---------- | -------------------- | ---------------- |
| Billy      | Justin Daniels Anene | Lino Böttcher    |
| Zoe        | Leia Murphy          | Emily Seubert    |
| Con        | Cal O’Driscoll       | Lino Kelian      |
| Maureen    | Valerie O’Connor     | Eva Michaelis    |
| Abe        | Emmanuel Ighodaro    | Samuel Zekarias  |
| Frank      | Declan Rodgers       | Oliver Böttcher  |
| Joe        | Milo Callaghan       | Flemming Stein   |
| Topher     | Oliver Finnegan      | Tim Kreuer       |
| Ethel      | Simone Kirby         | Mica Mylo        |
| Terry      | David Ryan           | Frank Logemann   |
| Lisa       | Jade Jordan          | Katja Keßler     |
| Downing    | Barry John Kinsella  | Oliver Warsitz   |
| Reporter   | Will Guppy           | Mike Olsowski    |
| Reporterin | Tara Egan-Langley    | Esther Barth     |
| Robert     | David O’Reilly       | Ben Küch         |
| PC Dan     | Daniel Monaghan      | Nilz Bessel      |